# 예기치 못한 기쁨
《예기치 못한 기쁨》은 C.S.루이스가 쓴 자서전적 수필이다. 그는 완고한 무신론자에서 성공회 신자로 회심하게 되었는데, '어떻게 기독교로 회심하게 되었는가'라는 질문에 답하기 위해서 이 책을 썼다고 한다. 한국어판은 홍성사에서 역간하였다.

## 인용
| “ | “나는 한편으로는 내가 어떻게 무신론자에서 그리스도인으로 회심하게 되었는지 궁금해하는 사람들에게 대답하기 위해, 또 한편으로는 항간에 떠도는 두어 가지 오해를 바로잡기 위해 이 책을 썼다. 나 아닌 다른 사람들이 이 이야기를 얼마나 중요하게 받아들일 것이냐 하는 문제는, 그들이 내가 ‘기쁨’이라고 부르는 것을 어느 정도까지 경험했느냐에 달려 있다. 사람들이 조금이라도 이 기쁨을 공유하고 있다면, 지금까지 나온 그 어떤 논의보다 더 세세히 기쁨을 다루고 있는(내가 믿기에는 그렇다) 이 책이 어느 정도 도움이 될 것이다. 나는 오로지 나 혼자만 알고 있다고 생각하는 느낌에 대해 말할 경우에도 “맙소사! 당신도 그렇게 느꼈단 말이에요? 나만 그런 줄 알았더니”라고 말하는 사람이 적어도 한 명은 있다(그 이상일 때도 많다)는 사실에 용기를 얻어 이 책을 썼다.” -머리글에서 | ” |